# Redux Riding Hood
 (juillet 2025).
Pour plus de détails, voir Fiche technique et Distribution.
Redux Riding Hood est un court métrage d'animation produit par Walt Disney Pictures, sorti en 1997. 

## Synopsis
Le Loup remonte le temps pour attraper le Chaperon rouge, après avoir été la risée de Toontown.

## Fiche technique
- Titre original : Redux Riding Hood
- Réalisateur : Steve Moore
- Scénario : Dan O'Shannon
- Directeur artistique : John Kleber
- Assistant animateur : Claire de Zoete
- Producteur : Steve Moore
- Société de production : Walt Disney Television Animation
- Date de sortie : 1997
- Format d'image : couleur
- Technicien du son 
  - Conception : Michael Geisler
  - Effets sonores : Vanessa Theme Ament
  - Supervision : David E. Stone
- Son : Stéréo
- Musique : Bennie Wallace
- Durée : 15 min
- Langue : (en)
- Pays de production :  États-Unis

## Distribution
- Lacey Chabert : Little Red
- Jim Cummings : Thompkins
- Fabio Lanzoni : The Woodsman
- Mia Farrow : Doris - Mrs. Wolf
- Phil Fondacaro : Lil Wolf
- June Foray : Grandma
- Garrison Keillor : The Narrator
- Michael Richards : The Wolf
- Don Rickles : Otis - The Boss
- Adam West : Leonard Fox

## Commentaires
Ce film a été nommé pour l'oscar du meilleur court-métrage d'animation en 1997 mais a perdu face au Joueur d'échecs de Pixar.